# Driekleurig viooltje
Driekleurig viooltje (Viola tricolor) is een soort uit de viooltjesfamilie (Violaceae). De soort komt voor in Europa van Lapland tot in het Middellandse Zeegebied en in Siberië.

## Determinatie
De plant is eenjarig (soms meerjarig), kan tot 30 cm hoog worden en wortelt tot 45 cm diep. De plant heeft een kantige stengel die zich meestal in rechte hoeken vertakt. De stengels dragen kleine, tegenover elkaar staande blaadjes die langgerekt tot ovaal met een gekartelde rand zijn, ook hebben ze steunblaadjes aan de basis van de stengel, die drie- tot achtlobbig maar soms veerspletig zijn. Deze steunblaadjes kunnen bijna zo groot zijn als het 'echte' blad. De eindstandige lob van het steunblaadje is het sterkst ontwikkeld.
De bloeitijd is van mei tot oktober. De bloemen zijn minstens 1 cm breed, maar meestal breder, gemiddeld 1,5 cm. De kelkslippen steken er niet buiten uit. De topslip van de steunblaadjes is verreweg de grootste slip. Bloemen zijn driekleurig. Meestal niet effen wit of paars (zie foto close-up). De twee rechtopstaande kroonbladen zijn meestal violet. De twee zijdelings naar achteren gebogen kroonbladen neigen wat meer naar blauw. Het onderste kroonblad is geel of wit gekleurd met een violet vlekje beneden, dat eindigt in een spoor dat met nectar is gevuld. Driekleurig viooltje geurt licht. De soort wordt beschermd voor zelfbevruchting doordat een klepje bij het gaatje van de bolvormige stempel het binnenvallen van eigen stuifmeel voorkomt. Na het rijpen springen de eenhokkige vruchten met drie kleppen open. Bij het openspringen worden de zaden weggeslingerd. Ook heeft het zaad een mierenbroodje, waardoor het ook door mieren verspreid wordt.

## Ecologie
Driekleurig viooltje is een pioniersoort en staat vaak op open en zonnige, droge, mesotrofe, grazige, kalkarme tot neutrale zandgrond en lemig zand.

## Gebruik
Bastaarden van driekleurig viooltje met Viola lutea en Viola altaica worden in talloze variaties als reuzenviolen gekweekt. Driekleurig viooltje is eetbaar. De bladeren smaken umami; de ongeopende bloemen zijn pikant en ietwat bitter.
Driekleurig viooltje is als geneeskruid door Rembert Dodoens (1554) voor het eerst beschreven. De soort werd gebruikt bij kinderziekten en bij kwalen van de luchtwegen. In Engeland werd het veel gebruikt bij hartkwalen, krampen in de borst en borstvliesontsteking. Vroeger werd de plant als geneesmiddel gebruikt omdat deze pijnstillend en slijmoplossend zou zijn. In fytotherapie wordt driekleurig viooltje gebruikt tegen huidaandoeningen zoals dauwworm en eczeem.

## Naam

### Herkomst van de naam
In veel oude kruidboeken wordt driekleurig viooltje vaak 'Herba Trinitatis' genoemd, het 'Kruid van de Drievuldigheid'. De naam 'stiefmoedertje' slaat op de vorm van de bloemen, met het grote onderste blad als de moeder, de twee daarboven gelegen bloemblaadjes als haar eigen dochters en de bovenste bloemblaadjes als haar stiefdochters. Driekleurig viooltje was vroeger het symbool van de herinnering en werd daarom veel op graven aangeplant.

### Andere namen
Andere triviale namen van de soort zijn: achterumkiekertje, blauw engeltje, blauw klokje, drie-eenheidsbloem, drievaldige bloem, drieverwige bloem, dryvuldigchetsbloem, drievuldigheidsbloempje, eksterogen, fiegeletje, filet, fletterkes, freyssamcruyt, gezichtje, glazen muiltje, grilkieker, klein violetje, nacht en dagjes, pansee, pas(s)ijntje, pensee(bloem), schoen en muiltje, schoenlapper, soldaatje, stiefmoerskruid, swe(al)tsjeblom, tuinviooltje, veldvioletten, vieultje, wild viooltje, wilde pensee, zeeschulpje, zevenkleurbloempje, zuanewiezertje, zwaluwtje.

### Namen in andere talen
De namen 'pansy' en 'pensee' zijn beide afgeleid van het Franse woord 'penser' dat 'denken' betekent. In het Frans worden de namen violette en pensée sauvage gebruikt. In het Duits heeft de plant vele namen. De meest gebruikte is 'Das wilde Stiefmütterchen'.
In het Engels is de naam 'Johnny-jump', omdat het zaad wegspringt en omdat het op de meest onverwachte plekken opduiken kan.

## Driekleurig viooltje in de cultuur
Een oude legende vertelt het verhaal van het viooltje dat een verleidende en betoverende geur had. De mensen konden de geur niet weerstaan en moesten gewoon aan het viooltje ruiken. Hierbij vertrapten de mensen het graan en koren rondom het viooltje. Dit stemde het plantje verdrietig en het bad tot God om haar de verlokkende geur te ontnemen. Sindsdien heeft het viooltje geen geur meer...
In Shakespeares A Midsummer Night's Dream brouwt Oberon een liefdesdrank van driekleurig viooltje.
Nederlands botanicus en publicist Heinrich Witte (1829–1917) publiceerde in 1875 zijn novelle Het driekleurige viooltje, waarin hij verhaalt hoeveel plezier het vinden van de plant hem geeft tijdens een wandeling in de omgeving van Bennekom.

## Fotogalerij

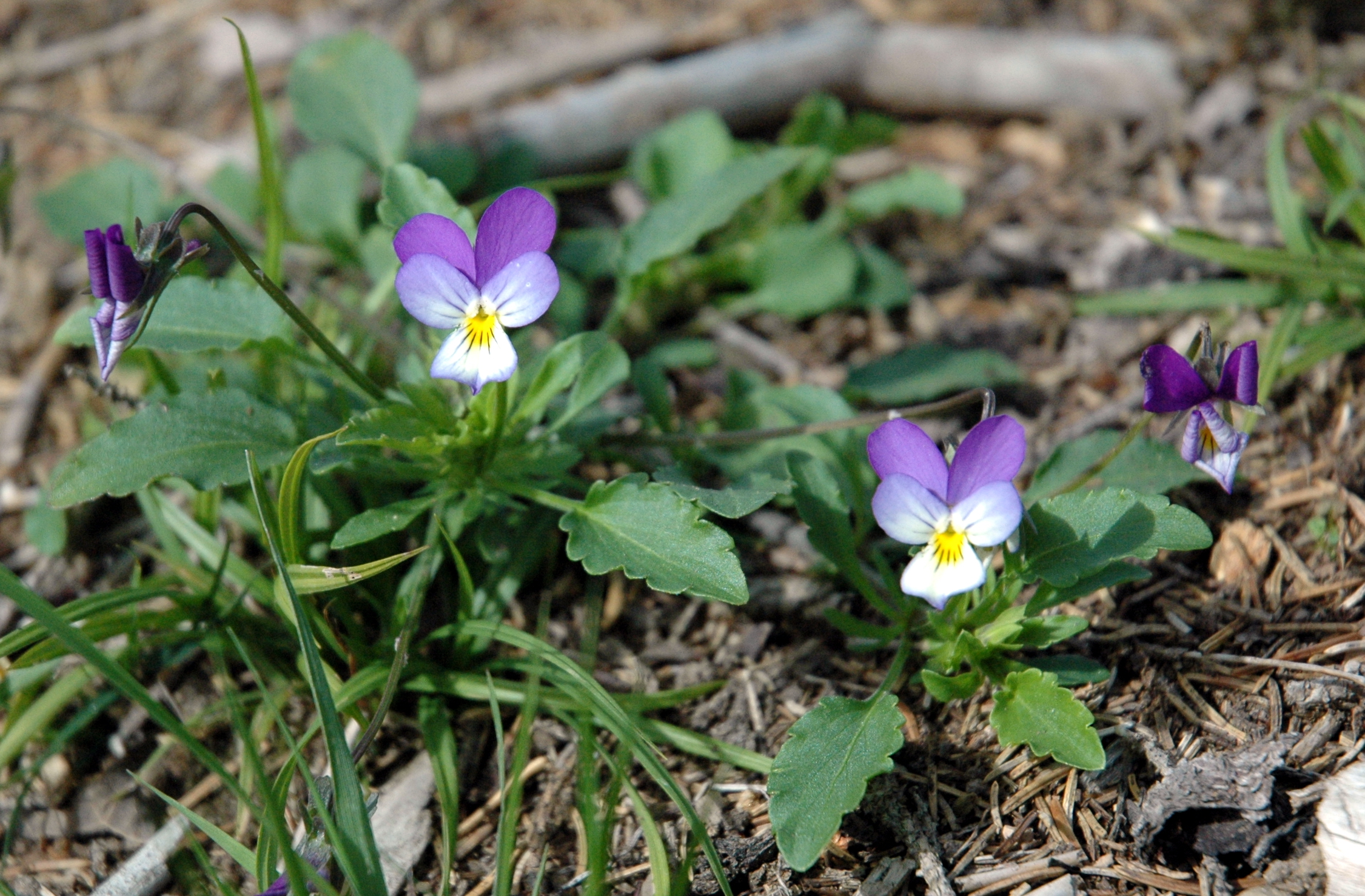
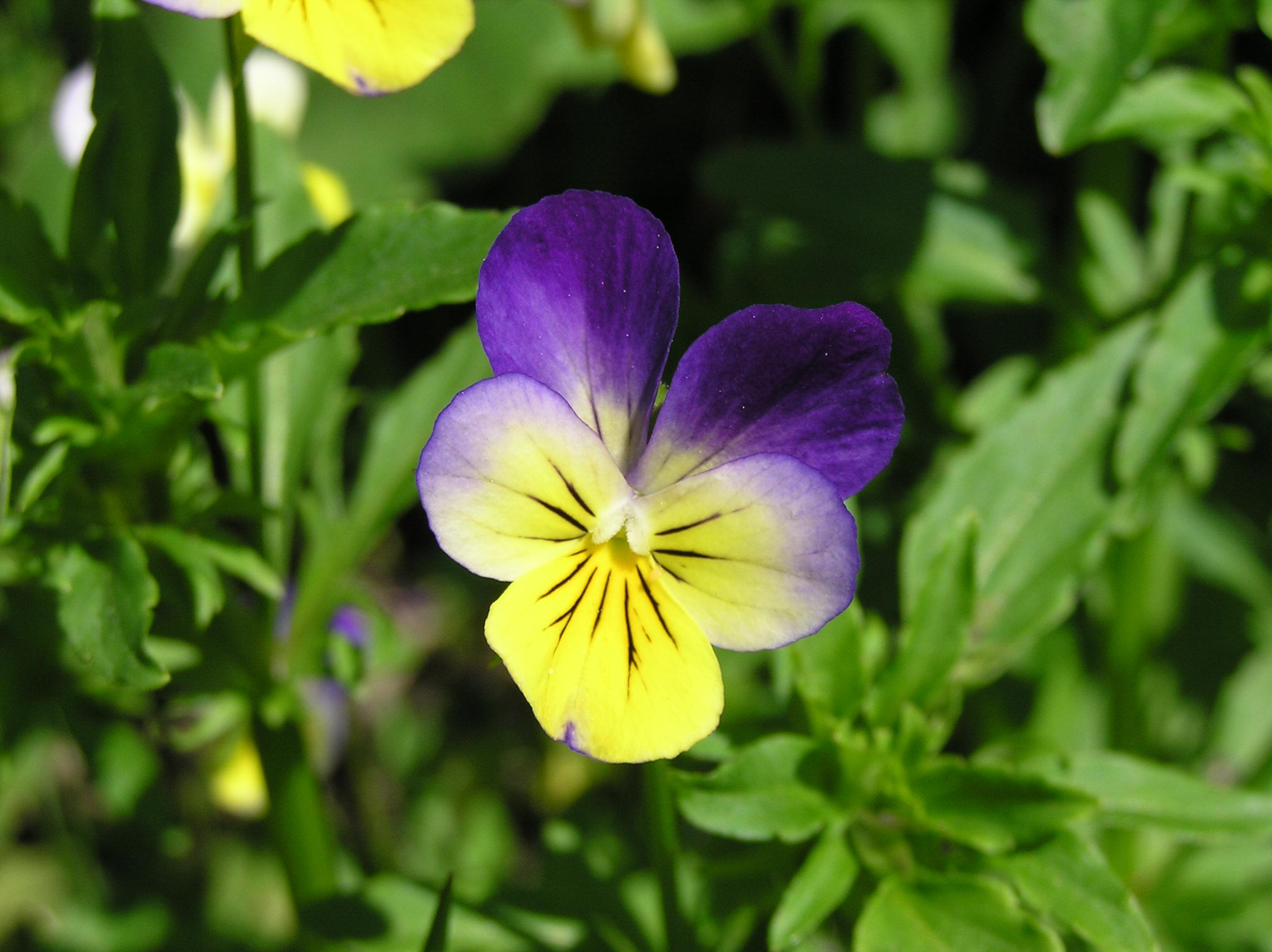
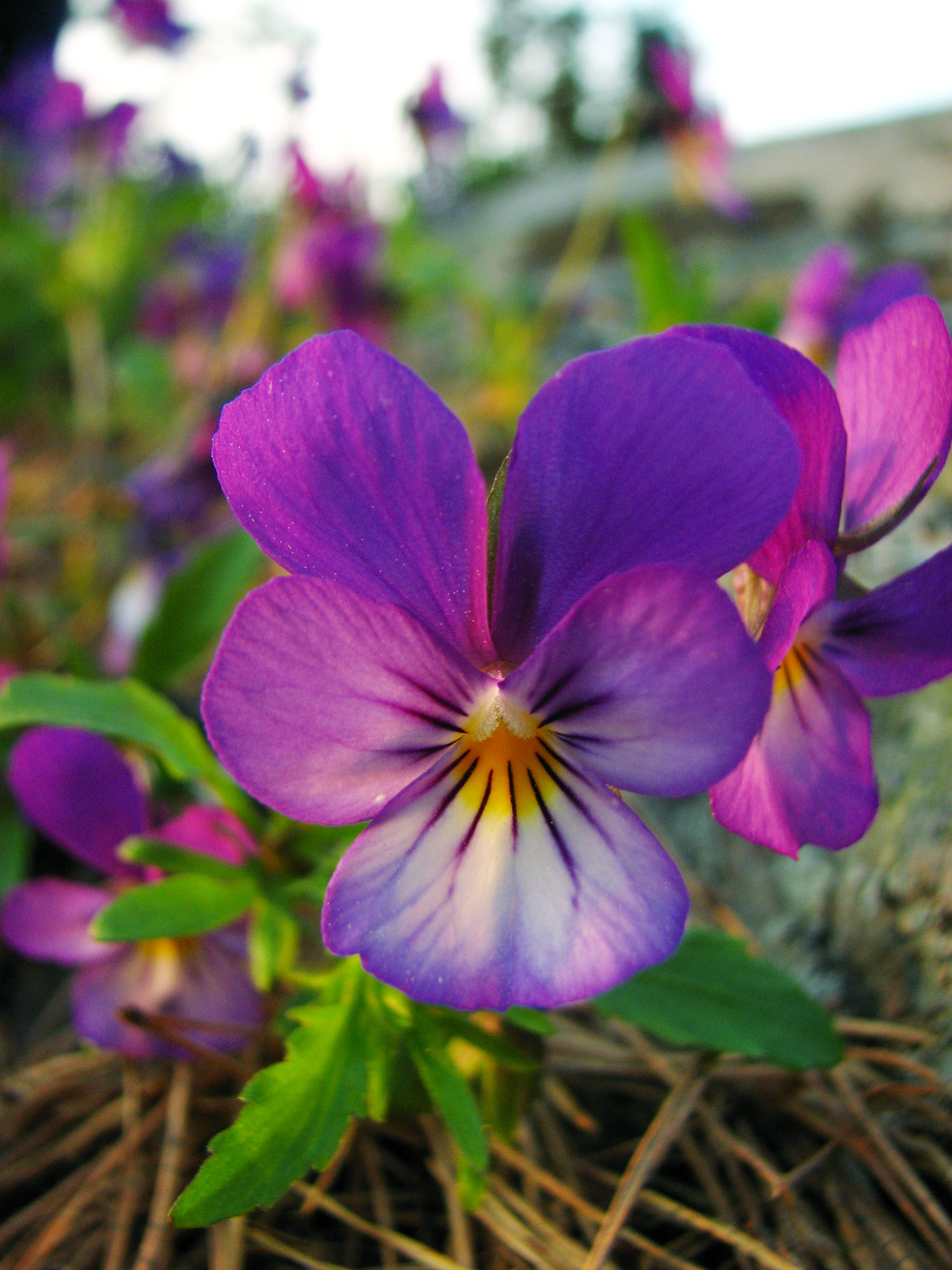
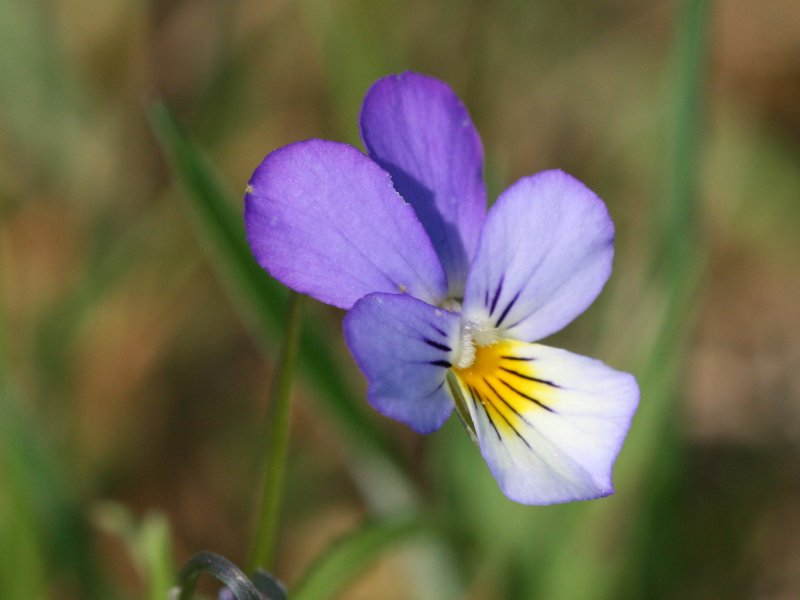
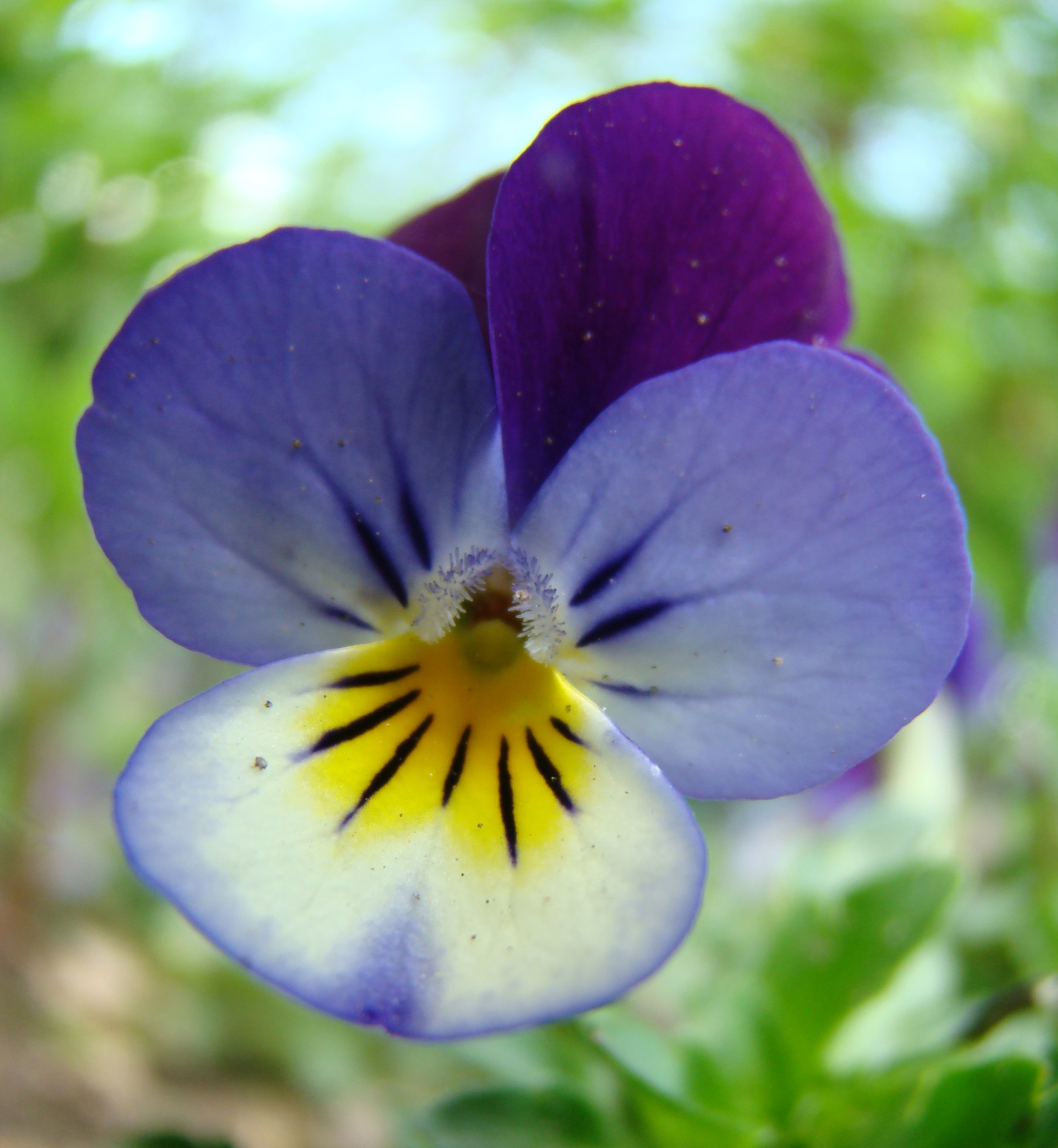

... · 
V. arvensis (akkerviooltje) · 
V. ×bavarica (middelst bosviooltje) · 
V. biflora (tweebloemig viooltje) · 
V. calcarata (langsporig viooltje) · 
V. canina (hondsviooltje) · 
V. cornuta (hoornviooltje) · 
V. cryana · 
V. curtisii (duinviooltje) · 
V. epipsila · 
V. guestphalica (violette zinkviooltje) · 
V. hirta (ruig viooltje) · 
V. ircutiana · 
V. kusnezowiana · 
V. lutea · 
V. lutea subsp. calaminaria (zinkviooltje) · 
V. lutea subsp. lutea (geel viooltje) · 
V. lutea subsp. elegans ·
V. mirabilis (wonderviooltje) · 
V. odorata (maarts viooltje) · 
V. palustris (moerasviooltje) · 
V. persicifolia (melkviooltje) · 
V. pubescens · 
V. reichenbachiana (donkersporig bosviooltje) · 
V. riviniana (bleeksporig bosviooltje) · 
V. rupestris (zandviooltje) · 
V. tricolor (driekleurig viooltje) · 
...